# Pamphilius betulae
Pamphilius betulae är en stekelart som först beskrevs av Carl von Linné 1758.  Pamphilius betulae ingår i släktet Pamphilius, och familjen spinnarsteklar. Arten är reproducerande i Sverige.